# Ягодная улица (Москва)
Я́годная у́лица — улица, расположенная в Южном административном округе города Москвы на территории района Бирюлёво Восточное.

## История
Улица получила своё название 14 марта 1964 года по находящимся на этой улице ягодным плантациям совхоза «Загорье».

## Расположение
Ягодная улица проходит от Загорьевской улицы на юго-запад, поворачивает на юго-восток и проходит до Загорьевского проезда. Нумерация начинается от Загорьевской улицы.

## Примечательные здания и сооружения
По нечётной стороне:
По чётной стороне: ЖК «Загорье»

## Транспорт

### Железнодорожный транспорт
Платформа «Бирюлёво-Пассажирская» Павелецкого направления МЖД

### Метро
- Станция метро «Царицыно» Замоскворецкой линии

### Автобус
| м88:  | Платформа Бирюлёво-Пассажирская • Царицыно         |
| с809: | Станция Бирюлёво-Товарная • 6-й микрорайон Загорья |

«→» — остановки проходятся только при движении в прямом направлении; «←» — остановки проходятся только при движении в обратном направлении.